# Koinzidenz
Koinzidenz (aus lateinisch con, ‚gemeinsam‘, und incidere, ‚vorfallen‘) ist ein zeitliches und/oder räumliches Zusammenfallen von Ereignissen oder Zusammentreffen von Objekten.
Wenn man von der Koinzidenz zweier oder mehrerer Ereignisse auf einen kausalen (ursächlichen) Zusammenhang schließt, kann man damit richtig liegen oder einen Fehlschluss (= Trugschluss) schlussfolgern. Diesen Fehlschluss nennt man Scheinkausalität.

## Sinneswahrnehmung
In der physiologischen Wahrnehmung werden zwei Signale als ein einziges empfunden (und heißen dann koinzident), wenn ihr zeitlicher Unterschied geringer als eine vom Sinnesorgan abhängige Zeitspanne ist. Beim Sehen beträgt diese Zeitspanne 20–30 ms. Beim Hören können schon Reize, die mehr als 3–4 ms auseinanderliegen, getrennt werden. Die Reihenfolge hingegen kann bei jedem Sinnesorgan erst bestimmt werden, wenn die Reize mindestens 30–40 ms auseinanderliegen.

## Organisation
In der Organisationswissenschaft ist Koinzidenz ein Kriterium für das Erfüllen eines Auftrags oder eines Dienstes.  Das Feststellen von Koinzidenz läuft in mehreren Schritten ab:
- Es wird die Identität der betreffenden Objekte oder der Personen festgestellt.
- Es werden die Identitäten mit den bekannten Vorgaben verglichen.
- Es wird die Zeit des Zusammenfallens festgestellt.
- Es wird der Ort des Zusammentreffens dokumentiert.

Diese Feststellungen können mit Hilfsmitteln vollautomatisch erfolgen. Besteht kein Zusammenhang in Ort, Zeit oder weichen die Identitäten von den Vorgaben ab, oder wird solcher Zusammenhang nicht erkannt, dann liegt keine Koinzidenz vor und der Auftrag ist nicht erfüllt oder der Dienst nicht erbracht. 

## Strahlungsmessungen

### Experimentalphysik
Bei physikalischen Messungen bezeichnet Koinzidenz das „gleichzeitige“ Auftreten der Signale von zwei (oder mehr) Teilchen- oder Strahlungsdetektoren (genauer: den Fall, dass ihr Zeitunterschied unterhalb einer vorgegebenen Auflösungszeit liegt). Registriert man nur diejenigen Signale, die einer solchen Koinzidenzbedingung genügen, dann trennt man die Ereignisse einer bestimmten interessierenden Art von dem „Untergrund“ nicht interessierender, aber manchmal viel häufigerer Ereignisse. Walther Bothe und Hans Geiger wiesen mit dieser Methode als Erste den Compton-Effekt nach (ausführliche Darstellung: siehe Koinzidenzmessung).
Die jeweils gesuchten Koinzidenzereignisse werden als wahre Koinzidenzen bezeichnet im Unterschied zu eventuellen zufälligen Koinzidenzen. Bei einer wahren Koinzidenz ist ein einziger physikalischer Vorgang Ursache beider Detektorsignale, bei einer zufälligen zwei verschiedene und voneinander unabhängig eintretende Vorgänge. Deshalb treten die beiden Detektorsignale der wahren Koinzidenz zeitlich korreliert, d. h. in einem bestimmten Zeitabstand voneinander auf; bei anderen Zeitabständen findet man nur zufällige Koinzidenzen. Dies wird ausgenutzt, um die beiden Koinzidenzarten zu unterscheiden, so dass der getrennt gemessene Untergrund an zufälligen Koinzidenzen vom Messergebnis abgezogen werden kann.    
In manchen Fällen werden die interessierenden Ereignisse statt durch Koinzidenz durch Antikoinzidenz identifiziert. Die Bedingung für die Registrierung ist dann beispielsweise, dass ein Signal in Detektor 1 nicht von einem Signal in Detektor 2 begleitet wird.

### Positronen-Emissions-Tomographie
Die Positronen-Emissions-Tomographie (PET), ein bildgebendes Untersuchungsverfahren der Medizin, nutzt Koinzidenzen ebenfalls zur Unterdrückung unerwünschter Detektionsereignisse und  zugleich zur genauen Ortsbestimmung der Strahlungsquelle. Mit einer großen Zahl gleichzeitig arbeitender Detektoren wird durch Feststellung, welche Detektoren wie oft in Koinzidenz ansprechen, die räumliche Verteilung einer radioaktiven Substanz im Untersuchungsvolumen gemessen.

## Farbfernsehtechnik
In der (analogen) Farbfernsehtechnik bezeichnet Koinzidenz die zeitliche Übereinstimmung der Signalflanken im Leuchtdichte-Signal und in den Farbdifferenzsignalen. 
Wegen der geringeren Bandbreite in den Farbdifferenzsignalkanälen sind dort die Flanken weniger steil und werden stärker verzögert. Auf der Senderseite wird das Leuchtdichtesignal soweit verzögert, dass im gesendeten Signal die im modulierten Farbdifferenzsignal erkennbaren Flanken mit denen des Leuchtdichtesignals übereinstimmen. Auf der Empfängerseite wird die Übereinstimmung der Signalflanken im Leuchtdichtesignal und in den Farbdifferenzsignalen durch einen Laufzeitausgleich in der Größenordnung von 1000 ns erreicht. 
Die räumliche Übereinstimmung der drei Farbkanäle wird insbesondere bei Bildröhren als Konvergenz bezeichnet.